# Régis Silva
Régis Silva (født 20. november 1989) er en brasiliansk fodboldspiller.